# Kelsey Mitchell (kolarka)
Kelsey Marie Mitchell (ur. 26 listopada 1993 w Brandon) – kanadyjska kolarka torowa, mistrzyni olimpijska i brązowa medalistka mistrzostw świata.

## Kariera
Pierwsze sukcesy w karierze osiągnęła w 2018 roku, kiedy zdobyła trzy medale na torowych mistrzostwach Kanady: złoto w sprincie i brązowe medale w keirinie i wyścigu na 500 m. Na rozgrywanych rok później igrzyskach panamerykańskich w Limie była najlepsza w sprincie indywidualnym, a w sprincie drużynowym zdobyła srebrny medal. Podczas igrzysk olimpijskich w Tokio zdobyła złoty medal w sprincie indywidualnym, wyprzedzając Ukrainkę Ołenę Starikową i Lee Wai Sze z Hongkongu. Na tej samej imprezie była też piąta w keirinie. Na mistrzostwach świata w Roubaix w 2021 roku zajęła trzecie miejsce w sprincie indywidualnym, plasując się za dwoma Niemkami: Emmą Hinze i Leą Friedrich. Ponadto była druga w sprincie i sprincie drużynowym oraz trzecia w keirinie podczas igrzysk Wspólnoty Narodów w Birmingham w 2022 roku.